# Demografia delle Filippine

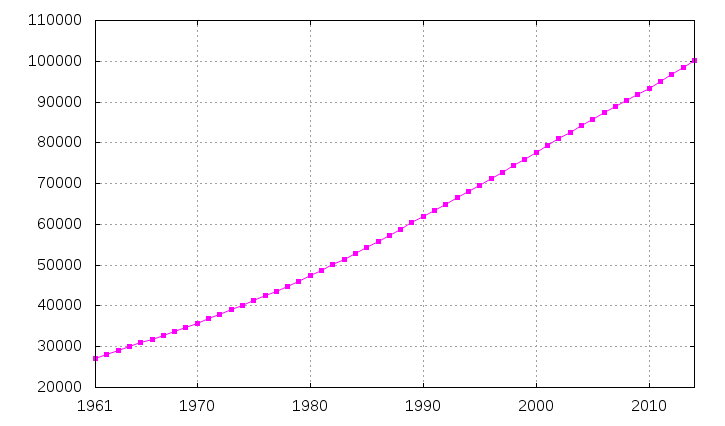
Crescita demografica della popolazione filippina dal 1961 al 2003

Nel 2000 la popolazione censita delle Filippine era di 76.504.077 abitanti. La crescita demografica è tra le più alte di tutto il sud-est asiatico (1,76% con 24,48 nati per 1.000 persone secondo una stima del 2007) e si stima che nel 2005 la popolazione avesse già superato gli 85.000.000 facendone così il dodicesimo Paese al mondo.
Due terzi degli abitanti complessivi vive nell'isola di Luzon e l'area metropolitana della capitale Manila, sempre nella stessa grande isola del nord, è l'undicesima al mondo contando più di 11 milioni di abitanti.

## Popolazione per età
Da una stima del 2007, suddividendo la popolazione in tre fasce di età si ha:
- 0-14 anni: 34.5% (maschi 16.043.257; femmine 15.340.065)
- 15-64 anni: 61.3% (maschi 27.849.584; femmine 28.008.293)
- 65 anni e più: 4.1% (maschi 1.631.866; femmine 2.128.953)

## Gruppi etnici
Il gruppo etnico dei Negritos delle Filippine, geneticamente simili agli attuali abitanti delle isole Andamane, è considerata la popolazione originaria dell'arcipelago ma oggi è valutabile in non più di 30.000 persone, rappresentando perciò lo 0,0003% degli abitanti totali.
Il 95% dei filippini è perciò discendente di popolazioni di varia origine, principalmente mista ad etnie austronesiane, che a varie ondate hanno contribuito all'accrescimento demografico dell'arcipelago, a dispetto della popolazione aborigena che è andata via via estinguendosi nella sua forma originaria, se non per quei circa 30.000 individui ancor oggi presenti.
Oggi le Filippine sono uno degli stati con il più elevato numero di gruppi etnici differenti nel mondo.

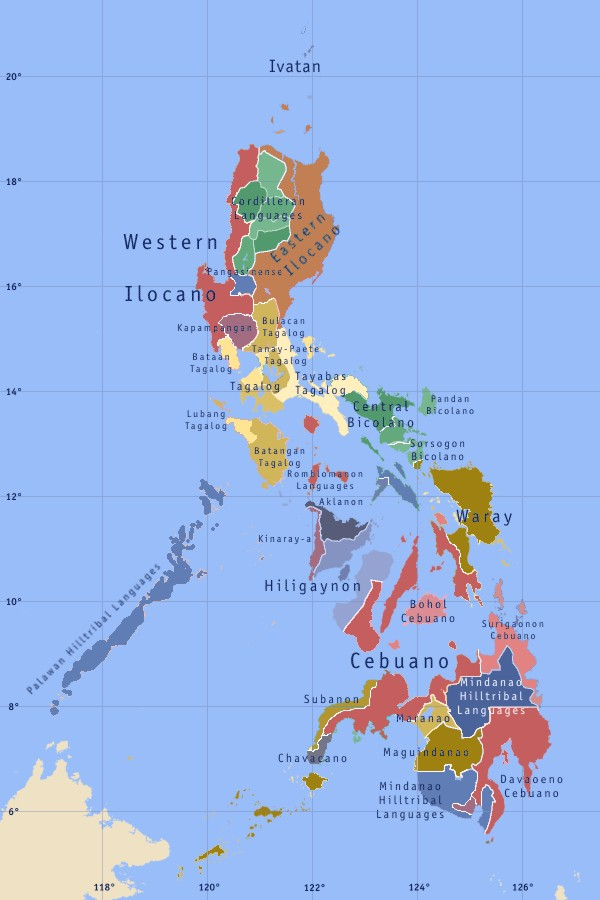
Principali gruppi linguistici filippini

I principali gruppi linguistici sono:
| Nome        | Popolazione stimata |
| ----------- | ------------------- |
| Bisaya      | 40.000.000          |
| Tagalog     | 15.876.000          |
| Cinesi      | 9.800.000           |
| Ilocani     | 9.136.000           |
| Bicolani    | 5.907.000           |
| Mori        | 5.000.000           |
| Spagnoli    | 3.500.000           |
| Kapampangan | 2.890.000           |
| Panggasinan | 2.000.000           |

### Gruppi più piccoli

#### Non tribali
- Gaddang
- Giapponesi (100.000–200.000)
- Ibanag (~500.000)
- Isneg (~30.000)
- Itawis
- Itbayaten
- Ivatan/Tao (~34.600 nelle Filippine, ~3.872 nel Taiwan)
- Malaweg
- Yogad

#### Tribali
- Bajau
- Igorot
- Lumad
  - Camai
  - Manobi
  - Tasaday
  - T'boli
- Mangyan
- Aeta
- Ati

## Lingue
- Cebuano
- Filippino (ufficiale e nazionale)
- Hiligaynon
- Inglese (ufficiale)
- Tagalog
- Zamboangueño
- Spagnolo (storico)